# 베를린 알렉산더 광장 (드라마)
베를린 알렉산더 광장(Berlin Alexanderplatz)은 독일(구 서독)에서 제작된 라이너 베르너 파스빈더 감독의 1980년 미니시리즈이다.

## 출연
- 한나 쉬굴라
- 클라우스 홈
- 프란즈 부크리에저
- 브리지트 미라
- 로저 프릿츠
- 고트프리드 존
- 바바라 수코바
- 군터 카우프만
- 이반 데스니
- 볼커 스펜글러
- 비터스 제플리칼
- 바바라 발렌틴
- 허버트 스타인메츠
- 릴로 펨페이트
- 엘리자베스 트리센나
- 안네마리 더링거
- 카린 발
- 해리 베어
- 롤프 자처
- 마쿼드 봄
- 허브 안드레스
- 하크 봄
- 마르기트 카르스텐센
- 임 허만
- 트라우테 호스
- 아드리안 호벤
- 우도 키에르
- 헬렌 비타
- 메크틸드 그로스먼
- 라울 지멘네즈
- 헬머 그리엄
- 줄리앤 로렌즈
- 피어 라벤
- 한스 마이클 레베르그
- 울프강 쉔크
- 베르너 슈뢰터
- 라이너 베르너 파스빈더
- 조아킴 케머

## 제작진
- 의상: 바바라 바움